# Nanometa purpurapunctata
Espèce
Synonymes
- Linyphia purpurapuncatata Urquhart, 1889
- Eryciniolia purpurapuncatata (Urquhart, 1889)

Nanometa purpurapunctata est une espèce d'araignées aranéomorphes de la famille des Tetragnathidae.

## Distribution
Cette espèce est endémique de Nouvelle-Zélande.

## Description
Le mâle décrit par Álvarez-Padilla, Kallal et Hormiga en 2020 mesure 2,7 mm et la femelle 3,7 mm.

## Systématique et taxinomie
Cette espèce a été décrite sous le protonyme Linyphia purpurapuncatata par Urquhart en 1889. Elle est placée dans le genre Eryciniolia par Bryant en 1933 dans le genre Nanometa par Álvarez-Padilla, Kallal et Hormiga en 2020.

## Publication originale
- Urquhart, 1889 : On new species of Araneida. Transactions of the New Zealand Institute, vol. 21, p. 134-152 (texte intégral).